# Crassispira chacei
Crassispira chacei là một loài marine động vật chân bụng trong họ Turridae. It has a stout, brownish shell và resembles Crassispira turricula.